# Рену Десаї
Рену Десаї — колишня індійська модель і акторка.

## Особисте життя
Рідна мова Рену Десаї — маратхі, але вона також вільно володіє телугу. У неї є син, що народився в 2004 році з телугу актором Паван Калян, якого вона вийшла заміж за 28 січня 2009 року У пари також є донька 2010 року народження. Вони подали на розлучення у 2011 році, яке було завершено в 2012 році У 2018 році Десаї була заручена з іншим чоловіком.

## Кар'єра
До того, як вона знялася у фільмах на телугу, Десаї була моделлю і знялася в кліпі на пісню Шанкара Махадевана «Задихаючись».
Зігралася разом зі своїм майбутнім чоловіком у фільмах Бадрі і Джонні . Рену повернулася до свого рідного міста і зараз знімається у фільмах маратхі. У 2013 році вона стала продюсером Мангалаштак ще раз і стала режисером з Ishq Wala Love в 2014 році.

## Фільмографія

### Як актриса
| Рік      | Фільм        | Роль                      | Мову       | Примітка                          |
| -------- | ------------ | ------------------------- | ---------- | --------------------------------- |
| 2000 рік | Бадрі        | Веннела                   | телугу     | Дебютний фільм на телугу          |
| 2000 рік | Джеймс Панду | Рену                      | тамільська | Дебютний тамільський фільм        |
| 2003 рік | Джонні       | Гітанджалі, він же «Гіта» | телугу     | Друга співпраця з Паваном Каляном |

#### Телебачення
| Рік      | Телевізійний серіал | Роль           | Мову   | канал     | Примітки |
| -------- | ------------------- | -------------- | ------ | --------- | -------- |
| 2021 рік | Радхамма Кутуру     | Богиня Парваті | телугу | Зі телугу | Гість    |

### Як директор
| Рік      | Фільм          | Примітки       |
| -------- | -------------- | -------------- |
| 2014 рік | Ishq Wala Love | Також виробник |

### Як художник по костюмах
| Рік      | Фільм          |
| -------- | -------------- |
| 2001 рік | Куші           |
| 2003 рік | Джонні         |
| 2004 рік | Гудумба Шанкар |
| 2005 рік | Балу           |
| 2006 рік | Аннаварам      |

### Як редактор
| Рік      | Фільм | Пісня           |
| -------- | ----- | --------------- |
| 2001 рік | Куші  | «Йе Мера Джаха» |
| 2005 рік | Балу  | «Хатина Хутя»   |

### Як продюсер
| Рік      | Фільм              |
| -------- | ------------------ |
| 2012 рік | Мангалаштак ще раз |
| 2014 рік | Ishq Wala Love     |